# Lucio Russo
Lucio Russo (Veneza, 22 de novembro de 1944 – Bolonha, 12 de julho de 2025) foi um matemático e historiador italiano. Leciona na Universidade de Roma Tor Vergata.
No campo da história da ciência, ele reconstruiu algumas contribuições do astrônomo helenístico Hiparco, através da análise de suas obras sobreviventes; reconstruiu a prova do heliocentrismo atribuída por Plutarco a Seleuco de Selêucia; e estudou a história das teorias das marés, do período helenístico até a idade moderna.

## Obras
- Flussi e riflussi: indagine sull'origine di una teoria scientifica (2003)
- The Forgotten Revolution: How Science Was Born in 300 BC and Why It Had To Be Reborn, Berlin, Springer, 2004, ISBN 978-3-540-20396-4. (Tradução de La rivoluzione dimenticata, 1996)